# Šalvěj luční
Šalvěj luční (Salvia pratensis) je fialově až modrofialově kvetoucí léčivá rostlina z čeledi hluchavkovitých. V teplejších oblastech České republiky je hojně rozšířena.

## Popis
Šalvěj luční je vytrvalá bylina vysoká 20 až 50 cm. Její hlavní kořen je dobře vyvinutý, oddenek je krátký a dřevnatý. Lodyha je přímá, v horní části větvená, žlaznatě chlupatá, s 1 až 3 páry listů. Přízemní růžice je za květu vyvinutá.
Listy mají podlouhlou vejčitou nebo trojúhelníkovitou čepel, která je na bázi uťatá nebo srdčitá, na okraji nepravidelně zubatá nebo vroubkovaná. Listy přízemní růžice jsou stejně jako dolní listy lodyhy dlouhé a řapíkaté, oproti nim jsou horní listy lodyhy krátké, někdy až přisedlé.
Květenství tvoří lichopřesleny o 3 až 6 květech. Zelený kalich je tvořen dvěma pysky, přičemž horní pysk je kratší než dolní, obvykle je fialový. Horní pysk je trojcípý a dolní dvojcípý. Koruna je fialová, jen zřídka se můžeme setkat s růžovou nebo bílou korunou.
Plodem je tvrdka, která má povětšinou vejcovitý až elipsoidní tvar.

## Stanoviště
Šalvěj luční najdeme na subxerotermních až mezofilních loukách, výslunných stráních, mezích, při okrajích silnic, v příkopech nebo u železničních náspů. Roste na čerstvě vlhkých nebo vysýchavých, provzdušněných, bázemi i humusem bohatých, zásaditých až slabě kyselých hlinitých půdách. Těžištěm jejího výskytu jsou pahorkatiny a mírně kopcovité lokality, roste však i v nížinách, vzácně pak v podhorských oblastech a vrchovinách.

## Rozšíření
V českém termofytiku, tedy v oblasti s teplomilnými druhy rostlin, je šalvěj luční hojně rozšířena. Najdeme ji ale i v teplejších okresech mezofytika, tedy v oblastech s květenou přechodnou, a to zejména na Moravě, ve východních, severních a středních Čechách. V chladnějších okresech mezofytika je vázána na bazický substrát, především vápence. V nejzápadnějších oblastech Čech, mimo ojedinělé oblasti v okolí Karlových Varů, a v horských oblastech České republiky ji téměř nenajdeme. Vzácně se vyskytuje v jižních Čechách, častěji se s ní můžeme setkat v okolí Strakonic, kde je vázána na zmiňované vápence.
Mimo ČR je především rozšířena v jižní Evropě (kromě Pyrenejského poloostrova), ve střední a východní Evropě, a to od Pyrenejí a jihovýchodní Anglie přes Francii do Německa, Polska a dále na východ. Na jihu Evropy se vyskytuje po Řecko, střední Itálii a jihovýchodní Francii. Druhotně v severozápadní Evropě, ve Skandinávii, Finsku a pobaltských republikách. Zcela ojediněle se vyskytuje v Malé Asii, na Krymu nebo v Předkavkazí, zavlečena byla též do Severní Ameriky.

## Význam
Ačkoliv se jedná o léčivou rostlinu, potažmo bylinu, není k těmto účelům využívána. Podstatně větší význam v lékařství má šalvěj lékařská (Salvia officinalis). V některých případech se můžeme s šalvějí luční setkat jakožto s okrasnou rostlinou.

## Galerie

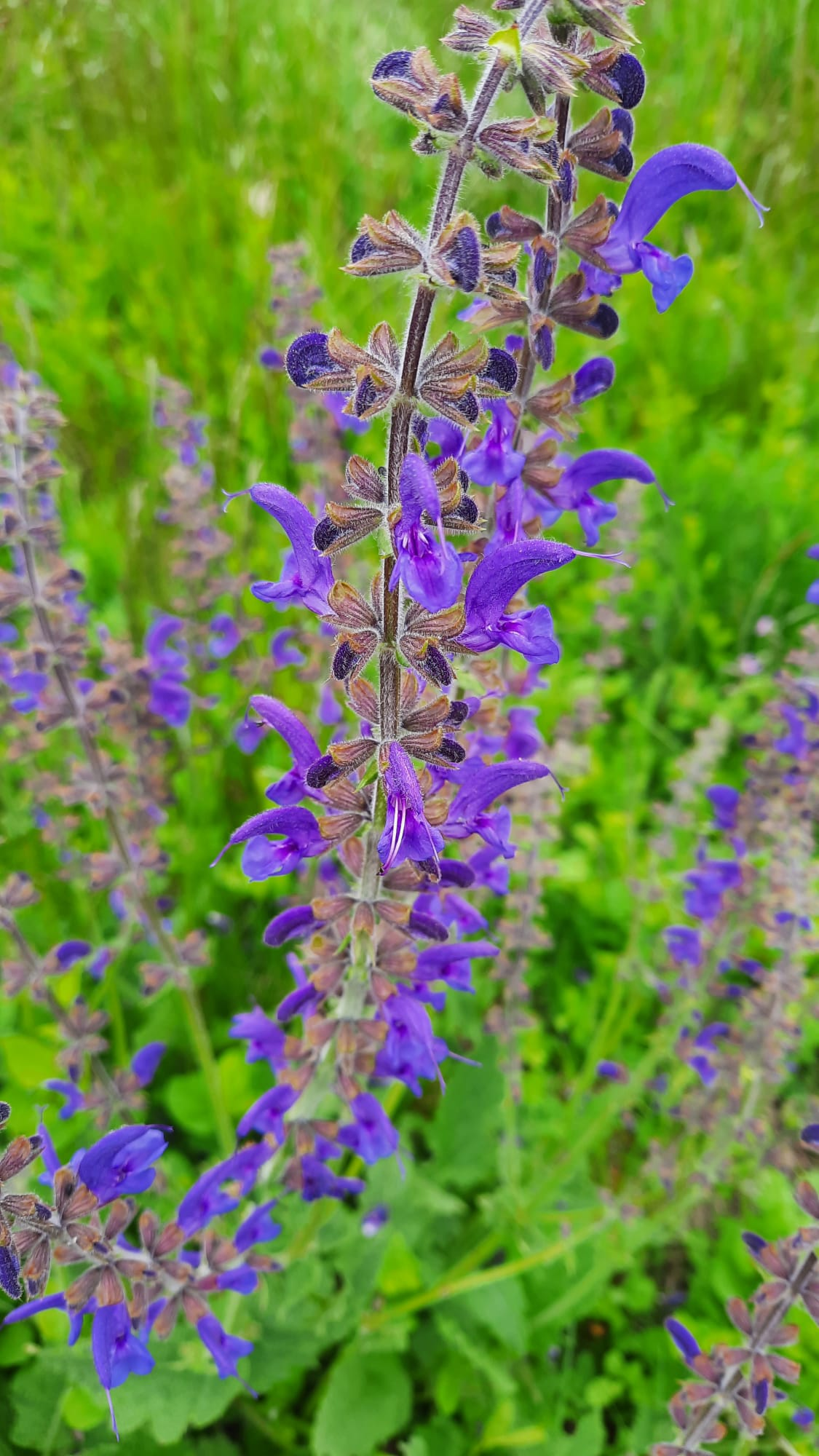
Šalvěj luční focená v květnu 2023
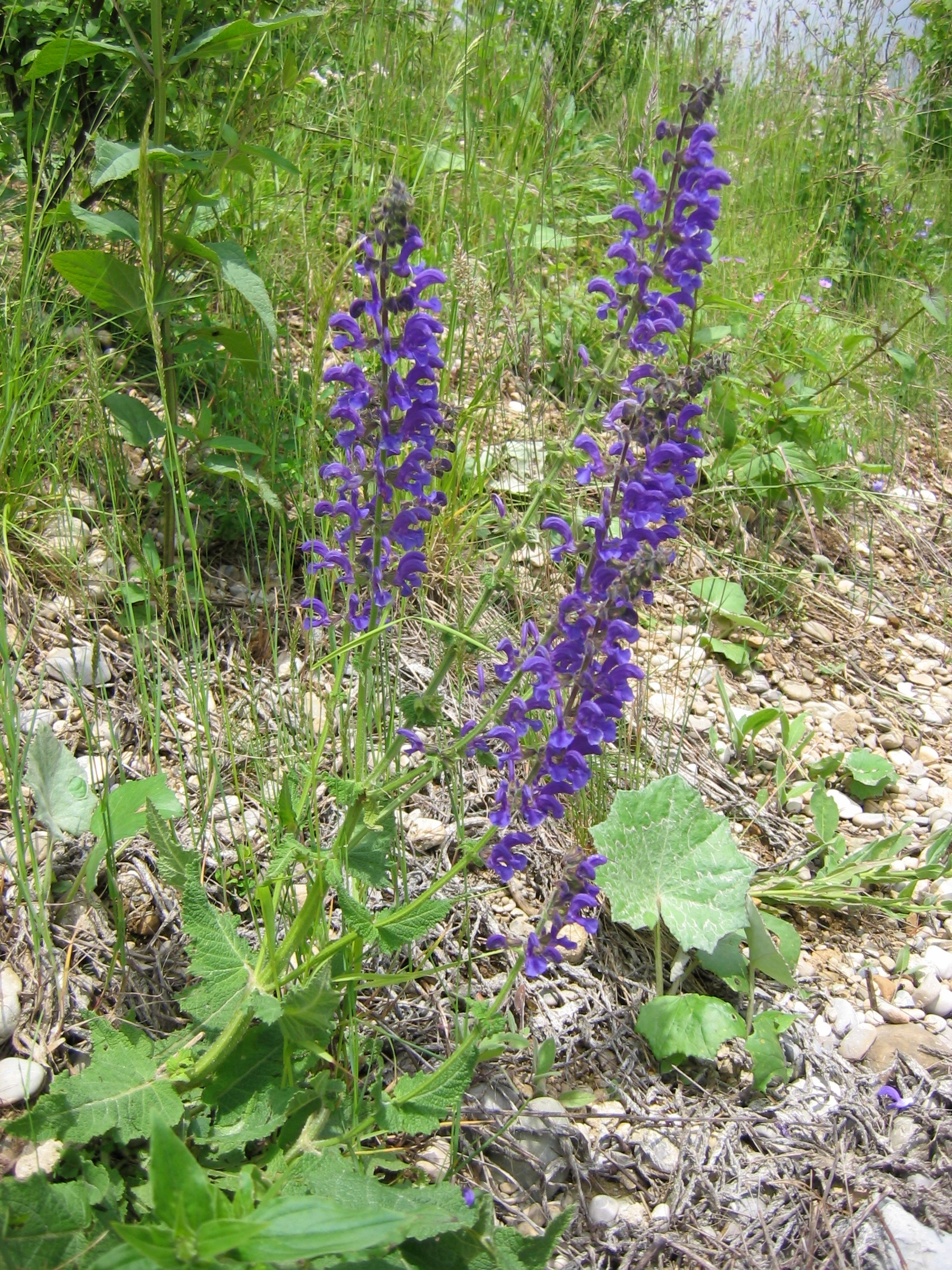
Šalvěj luční focená v červnu 2006
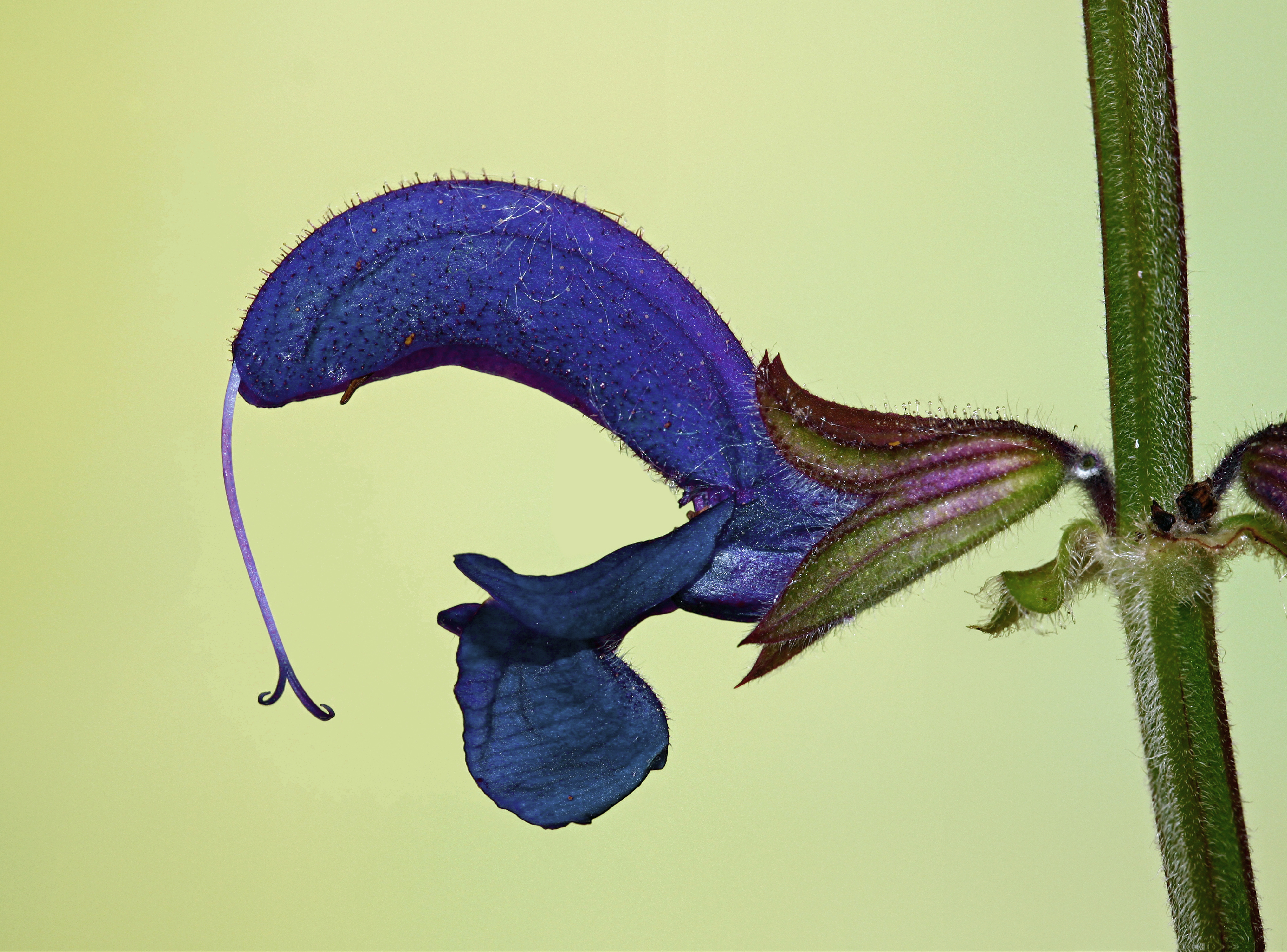
Květ šalvěje luční zblízka